# Miroir déformable
Le miroir déformable est un des trois éléments qui composent une boucle de correction en optique adaptative.

## Principe
Ces miroirs sont utilisés dans de grands télescopes terrestres pour corriger les observations d'étoiles entre autres. Si nous avons l'impression qu'une étoile scintille, ce n'est pas parce qu'elle émet de la lumière d'une façon non constante, mais en raison de la turbulence qui déforme l'image que nous en avons — et plus particulièrement une caractéristique du rayonnement lumineux appelé le front d'onde ou phase. L'atmosphère est le siège de déplacements d'air (vent) qui créent des hétérogénéités de température et donc d'indice optique. Celles-ci sont essentiellement proportionnelles à celles des températures — voir le modèle de Gladstone-Dale. Le chemin optique que parcourt un rayon étant défini comme l'intégrale de {\displaystyle n*dl} (n l'indice optique, dl le déplacement élémentaire le long du trajet), les rayons ne parcourent pas le même chemin optique : le front d'onde que l'on observe n'est alors plus plan et l'image est déformée.
En optique adaptative, on utilise alors un analyseur de front d'onde pour estimer la perturbation due à l'atmosphère terrestre, puis l'on déforme un miroir (grâce à un système de pistons) de manière à compenser exactement cette perturbation. Ainsi l'image après réflexion sur le miroir est quasi identique à celle obtenue s'il n'y avait pas eu de dégradation.
L'optique adaptative permet donc d'obtenir de la part des instruments au sol, des performances proches des limites théoriques de la physique.
Les miroirs déformables sont utilisés dans les lasers scientifiques et industriels pour focaliser la lumière sur de petite surface ou la propager sur de grandes distances, ce qui n'est possible que si la surface d'onde du faisceau laser est non perturbée. Ils permettent donc, en améliorant la qualité de l'onde, d'augmenter les performances de ces lasers.
Ces miroirs déformables peuvent aussi être utilisés dans le domaine militaire pour améliorer la qualité de l'observation longue distance et faciliter la focalisation de l'énergie sur des cibles. Ils sont enfin utilisés dans l'imagerie médicale, plus particulièrement en ophtalmologie pour l'observation haute résolution de la rétine à travers le cristallin et l'humeur vitrée.